# Исаков, Михаил Иванович
Михаи́л Ива́нович Исаков (12 ноября 1946 — 6 октября 2019) — советский и российский милиционер, Герой Советского Союза, советник при МВД Демократической Республики Афганистан, сотрудник МВД СССР — офицер отряда специального назначения «Кобальт» Министерства внутренних дел СССР, полковник милиции в отставке. Участник Афганской войны.

## Биография
Родился 12 ноября 1946 года в столице Латвийской ССР в городе Рига в семье рабочего. На службе в Советской Армии с 1965 года. Русский, являлся членом КПСС с 1971 года. Окончил среднюю школу. Работал электромонтёром. После демобилизации работал на предприятиях Риги.
С 1975 года на службе в Министерстве внутренних дел СССР, имел звание капитана.
В годы Афганской войны находился в Демократической Республике Афганистан, где оказывал помощь в становлении местных органов правопорядка и участвовал в боевых действиях.
Капитан милиции Исаков М. И. был направлен в Афганистан летом 1980 года в составе отряда специального назначения «Кобальт» Министерства внутренних дел СССР. Неоднократно участвовал в боевых действиях.

## Подвиг
«Осенью 1980 года в районе местечка Шиваки группа в составе 10 сотрудников „Кобальта“ попала в засаду душманов Ахмад Шаха Масуда и почти полностью погибла — 7 человек были убиты, 2 — ранены. Единственный, кому повезло остаться невредимым, Михаил Исаков дал отпор боевикам и всю ночь в одиночку вёл бой, не давая душманам добить раненых и надругаться над телами погибших. Продержался до подхода подкрепления».
Указом Президиума Верховного Совета СССР от 4 ноября 1980 года «за безупречное выполнение своего служебного долга при оказании интернациональной помощи Демократической Республике Афганистан и проявленные при этом мужество и героизм капитану милиции Исакову Михаилу Ивановичу присвоено звание Героя Советского Союза с вручением ордена Ленина и медали „Золотая Звезда“ (№ 11443)».

## Дальнейшая биография
В 1980 году окончил Высшее политическое училище имени 60-летия ВЛКСМ.
В 1983 году — Академию МВД СССР.
С 1983 года — заместитель начальника линейного отдела внутренних дел в Ленинградском аэропорту «Пулково».
С 1985 года — начальник этого отдела. Последняя занимаемая должность — заместитель начальника Северо-Западного управления внутренних дел на транспорте. Внёс большой вклад в совершенствование законности и правопорядка на транспорте.
В 2003 году был уволен в запас.
Проживал в Санкт-Петербурге. Скончался 6 октября 2019 года Похоронен на городском кладбище в Сестрорецке.

## Награды
- Медаль «Золотая Звезда».
- Орден Ленина.
- Медали.

## Комментарии
1. ↑  Некоторые источники ошибочно указывают 7 октября 2019.